# 中魚沼郡

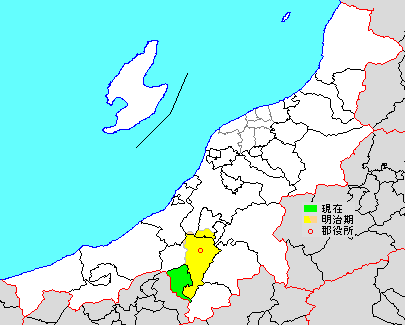
新潟県中魚沼郡の範囲（緑：津南町 薄黄：後に他郡に編入された地域）

中魚沼郡（なかうおぬまぐん）は、新潟県の郡。
人口8,115人、面積170.21km²、人口密度47.7人/km²。（2025年3月1日、推計人口）
以下の1町を含む。
- 津南町（つなんまち）

## 郡域
1879年（明治12年）に行政区画として発足した当時の郡域は、上記1町のほか、以下の区域にあたる。
- 十日町市の一部（桐山、苧島、中子、滝沢、片桐山、孟地、犬伏、海老、松代東山、松之山東山、松之山上鰕池、松之山東川以西を除く）[1]
- 小千谷市の一部（岩沢・真人町）
- 長岡市の一部（小国町大貝）[2]

## 歴史

### 郡発足までの沿革
- 「旧高旧領取調帳」に記載されている明治初年時点での、魚沼郡のうち後の本郡域の支配は以下の通り。●は寺社領、○は寺社除地[3]が存在。（78村）

| 知行   | 知行                   | 村数 | 村名 |
| ------ | ---------------------- | ---- | --- |
| 幕府領 | 幕府領（出雲崎代官所） | 48村 | ○真人村、野口村、仁田村、上村新田、寺ヶ崎村、小根岸村、友重村、弘道新田、宗正村、○沖立村、上新井村、○仙田村、○高島村、○貝野村、○外丸村、○寺石村、子種新田、宮野原村、○大井平村、谷内村、○赤沢村、○中深見村、結東村、秋成村、○倉俣村、○芦ヶ崎村、○馬場村、○田沢村、田沢新田、下船渡村、川治村、大黒沢村、小黒沢村、新保村、宮下新田、伊達村、六箇村、八箇村、○高山村、北新田、○十日町村、原村、山本村、新座村、尾崎村、○四日町新田村、○四日町村、中条村 |
| 幕府領 | 幕府領（会津藩預地）   | 8村  | ○岩沢村、上組村、○下組村、中新田村、上新田村、豊久新田、村山新田、寺島新田 |
| 藩領   | 伊勢桑名藩             | 22村 | 木落村、長井新田、新町新田、○下平新田、○上野村、祖師村、星名新田、鶴吉村、○霜条村、坪山村、高原田村、三領村、伊勢平氏村、○中屋敷村、●○水口沢村、○山野田村、東善寺村、稲葉村、○山谷村、○小泉村、○南鐙坂村、北鐙坂村 |

- 慶応4年
  - 閏4月29日（1868年6月19日） - 戊辰戦争で新政府軍が桑名藩の陣屋がある刈羽郡柏崎を制圧。
  - 7月27日（1868年9月13日） - 全域が柏崎県（第1次）の管轄となる。
- 明治元年11月5日（1868年12月18日） - 柏崎県を廃して新潟府に合併することが布達される（実行されず）。
- 明治2年
  - 2月22日（1869年4月3日） - 再度柏崎県を廃止する布達が出され、越後府（第2次）に合併。
  - 8月25日（1869年9月30日） - 旧・柏崎県の管轄地が柏崎県（第2次）の管轄となる。
- 明治4年11月20日（1871年12月31日） - 第1次府県統合により全域が柏崎県の管轄となる。
- 明治6年（1873年）6月10日 - 全域が新潟県の管轄となる。
- 明治9年（1876年） - 新保村・宮下新田が合併して新宮村となる。（77村）

### 郡発足以降の沿革
- 明治12年（1879年）4月9日 - 郡区町村編制法の新潟県での施行により、魚沼郡のうち77村に行政区画としての中魚沼郡が発足。郡役所が十日町村に設置。
- 明治15年（1882年）（80村）
  - 上新井村の一部[8]より真田村が分立。
  - 下組村の一部[9]より東下組村が分立。
  - 外丸村の一部[10]より三箇村が分立。
- 明治16年（1883年）（81村）
  - 祖師村が上野村に合併。
  - 外丸村の一部[11]より上田村が分立。
- 明治18年（1885年） - 田沢新田が田沢村に合併。（79村）

### 町村制以降の沿革
- 明治22年（1889年）4月1日 - 町村制の施行により以下の町村が発足。特記以外は現・十日町市。（35村）

- 十日町村 ← 十日町村、原村
- 中条村、新座村（それぞれ単独村制）
- 大井田村 ← 四日町村、四日町新田村、尾崎村
- 三好村 ← 上組村、上新田村、中新田村
- 下組村 ← 下組村、寺島新田、村山新田
- 東下組村（単独村制）
- 岩沢村 ← 岩沢村、豊久新田（現：小千谷市）
- 真人村（単独村制、現・小千谷市）
- 橘村 ← 仁田村、野口村、寺ヶ崎村、上村新田、木落村、長井新田
- 仙田村（単独村制）
- 上野村 ← 上野村、新町新田、下平新田、星名新田、三領村、小根岸村
- 中野村 ← 鶴吉村、霜条村、坪山村、高原田村、伊勢平氏村、友重村、弘道新田、宗正村
- 千手町村 ← 水口沢村、中屋敷村、東善寺村、上新井村、山野田村、沖立村
- 吉田村 ← 山谷村、稲葉村、小泉村、真田村［一部］
- 鎧島村 ← 北鐙坂村、南鐙坂村［一部を除く］、高島村
- 真田村 ← 真田村［一部を除く］、南鐙坂村［一部］
- 貝野村（単独村制）
- 三箇村、外丸村（それぞれ単独村制、現・津南町）
- 寺田村 ← 寺石村、上田村（現：津南町）
- 宮野原村（単独村制、現・津南町）
- 上郷村 ← 大井平村、子種新田、赤沢村［一部］（現：津南町）
- 赤崎村 ← 芦ヶ崎村［一部を除く］、赤沢村［一部を除く］（現：津南町）
- 谷内村 ← 谷内村、芦ヶ崎村［一部］（現：津南町）
- 秋成村 ← 秋成村、結東村、中深見村［一部］（現：津南町）
- 中深見村 ← 中深見村［一部を除く］、下船渡村［一部］（現：津南町）
- 下船渡村 ← 下船渡村［一部を除く］（現：津南町）
- 倉俣村 ← 倉俣村、下船渡村［一部］
- 田沢村、馬場村（それぞれ単独村制）
- 今泉村 ← 伊達村、新宮村、大黒沢村、小黒沢村
- 六箇村（単独村制）
- 川治村 ← 川治村、北新田、高山村［現・十日町市城之古］
- 河内村 ← 高山村［現・十日町市高山］、山本村、八箇村

- 明治30年（1897年）
  - 1月1日 - 新潟県で郡制を施行。
  - 9月24日 - 十日町村が町制施行・改称して十日町となる。（1町34村）
- 明治33年（1900年）6月22日 - 下組村・三好村が合併して下条村が発足。（1町33村）
- 一部[20]
- 明治34年（1901年）11月1日 - 下記の町村の統合が行われる。いずれも新設合併。（1町24村）

- 中条村 ← 中条村、大井田村、新座村
- 川治村 ← 川治村、河内村
- 下条村 ← 下条村、東下組村
- 外丸村 ← 外丸村、三箇村
- 上郷村 ← 上郷村、寺田村・宮野原村
- 芦ヶ崎村 ← 赤崎村、谷内村
- 水沢村 ← 馬場村、今泉村

- 明治35年（1902年）4月1日 - 吉田村・鎧島村・真田村が合併し、改めて吉田村が発足。（1町22村）
- 大正11年（1922年）11月1日 - 千手町村・中野村が合併して千手村が発足。（1町21村）
- 大正12年（1923年）3月31日 - 郡会が廃止。郡役所は存続。
- 大正15年（1926年）6月30日 - 郡役所が廃止。以降は地域区分名称となる。
- 昭和9年（1934年）8月1日 - 千手村が町制施行して千手町となる。（2町20村）
- 昭和27年（1952年）7月1日 - 仙田村の一部（現：長岡市小国町大貝）を刈羽郡上小国村に編入。
- 昭和29年（1954年）
  - 3月31日 - 十日町・中条村・川治村・六箇村が合併して十日町市が発足し、郡より離脱。（1町17村）
  - 12月1日 - 吉田村が十日町市に編入。（1町16村）
- 昭和30年（1955年）
  - 1月1日
    - 下船渡村・外丸村・上郷村・芦ヶ崎村・秋成村・中深見村が合併して津南町が発足。（2町10村）
    - 岩沢村・真人村が小千谷市に編入。（2町8村）

  - 2月1日 - 下条村が十日町市に編入。（2町7村）
  - 3月31日 - 田沢村・倉俣村が合併して中里村が発足。（2町6村）
- 昭和31年（1956年）
  - 9月1日 - 仙田村・千手町・橘村・上野村が合併して川西町が発足。（2町3村）
  - 9月30日 - 貝野村が中里村・水沢村に分割編入。（2町2村）
- 昭和37年（1962年）4月1日 - 水沢村が十日町市に編入。（2町1村）
- 昭和42年（1967年）4月1日 - 川西町の一部（桐山）が東頸城郡松代町に編入。
- 平成17年（2005年）4月1日 - 川西町・中里村が十日町市および東頸城郡松代町・松之山町と合併し、改めて十日町市が発足、郡より離脱。（1町）

### 変遷表
| 明治以前          | 明治以前     | 明治初年 - 明治22年    | 明治22年 4月1日 町村制施行 | 明治22年 - 明治33年          | 明治34年 - 大正15年            | 昭和元年 - 昭和30年                 | 昭和元年 - 昭和30年                 | 昭和31年 - 昭和35年         | 昭和31年 - 昭和35年          | 昭和36年 - 昭和64年                 | 平成元年 - 現在             | 現在     |
| ----------------- | ------------ | ---------------------- | -------------------------- | ---------------------------- | ------------------------------ | ----------------------------------- | ----------------------------------- | --------------------------- | ---------------------------- | ----------------------------------- | --------------------------- | -------- |
| 外丸村            |              | 外丸村                 | 外丸村                     | 外丸村                       | 明治34年11月1日 外丸村         | 外丸村                              | 昭和30年1月1日 津南町               | 津南町                      | 津南町                       | 津南町                              | 津南町                      | 津南町   |
| 外丸村            | 一部         | 明治15年 分立 三箇村   | 三箇村                     | 三箇村                       | 明治34年11月1日 外丸村         | 外丸村                              | 昭和30年1月1日 津南町               | 津南町                      | 津南町                       | 津南町                              | 津南町                      | 津南町   |
| 外丸村            | 一部         | 明治16年 分立 上田村   | 寺田村                     | 寺田村                       | 明治34年11月1日 上郷村         | 上郷村                              | 昭和30年1月1日 津南町               | 津南町                      | 津南町                       | 津南町                              | 津南町                      | 津南町   |
| 寺石村            | 寺石村       | 寺石村                 | 寺田村                     | 寺田村                       | 明治34年11月1日 上郷村         | 上郷村                              | 昭和30年1月1日 津南町               | 津南町                      | 津南町                       | 津南町                              | 津南町                      | 津南町   |
| 宮野原村          | 宮野原村     | 宮野原村               | 宮野原村                   | 宮野原村                     | 明治34年11月1日 上郷村         | 上郷村                              | 昭和30年1月1日 津南町               | 津南町                      | 津南町                       | 津南町                              | 津南町                      | 津南町   |
| 大井平村          | 大井平村     | 大井平村               | 上郷村                     | 上郷村                       | 明治34年11月1日 上郷村         | 上郷村                              | 昭和30年1月1日 津南町               | 津南町                      | 津南町                       | 津南町                              | 津南町                      | 津南町   |
| 子種新田          | 子種新田     | 子種新田               | 上郷村                     | 上郷村                       | 明治34年11月1日 上郷村         | 上郷村                              | 昭和30年1月1日 津南町               | 津南町                      | 津南町                       | 津南町                              | 津南町                      | 津南町   |
| 赤沢村            | 一部         | 赤沢村                 | 上郷村                     | 上郷村                       | 明治34年11月1日 上郷村         | 上郷村                              | 昭和30年1月1日 津南町               | 津南町                      | 津南町                       | 津南町                              | 津南町                      | 津南町   |
| 赤沢村            | 一部         | 赤沢村                 | 赤崎村                     | 明治26年2月17日 秋成村に編入 | 秋成村                         | 秋成村                              | 昭和30年1月1日 津南町               | 津南町                      | 津南町                       | 津南町                              | 津南町                      | 津南町   |
| 赤沢村            | 一部         | 赤沢村                 | 赤崎村                     | 赤崎村                       | 明治34年11月1日 芦ヶ崎村       | 芦ヶ崎村                            | 昭和30年1月1日 津南町               | 津南町                      | 津南町                       | 津南町                              | 津南町                      | 津南町   |
| 芦ヶ崎村          | 一部を除く   | 芦ヶ崎村               | 赤崎村                     | 赤崎村                       | 明治34年11月1日 芦ヶ崎村       | 芦ヶ崎村                            | 昭和30年1月1日 津南町               | 津南町                      | 津南町                       | 津南町                              | 津南町                      | 津南町   |
| 芦ヶ崎村          | 一部         | 芦ヶ崎村               | 谷内村                     | 谷内村                       | 明治34年11月1日 芦ヶ崎村       | 芦ヶ崎村                            | 昭和30年1月1日 津南町               | 津南町                      | 津南町                       | 津南町                              | 津南町                      | 津南町   |
| 谷内村            | 谷内村       | 谷内村                 | 谷内村                     | 谷内村                       | 明治34年11月1日 芦ヶ崎村       | 芦ヶ崎村                            | 昭和30年1月1日 津南町               | 津南町                      | 津南町                       | 津南町                              | 津南町                      | 津南町   |
| 秋成村            | 秋成村       | 秋成村                 | 秋成村                     | 秋成村                       | 秋成村                         | 秋成村                              | 昭和30年1月1日 津南町               | 津南町                      | 津南町                       | 津南町                              | 津南町                      | 津南町   |
| 結東村            | 結東村       | 結東村                 | 秋成村                     | 秋成村                       | 秋成村                         | 秋成村                              | 昭和30年1月1日 津南町               | 津南町                      | 津南町                       | 津南町                              | 津南町                      | 津南町   |
| 中深見村          | 一部         | 中深見村               | 秋成村                     | 秋成村                       | 秋成村                         | 秋成村                              | 昭和30年1月1日 津南町               | 津南町                      | 津南町                       | 津南町                              | 津南町                      | 津南町   |
| 中深見村          | 一部を除く   | 中深見村               | 中深見村                   | 中深見村                     | 中深見村                       | 中深見村                            | 昭和30年1月1日 津南町               | 津南町                      | 津南町                       | 津南町                              | 津南町                      | 津南町   |
| 下船渡村          | 一部         | 下船渡村               | 中深見村                   | 中深見村                     | 中深見村                       | 中深見村                            | 昭和30年1月1日 津南町               | 津南町                      | 津南町                       | 津南町                              | 津南町                      | 津南町   |
| 下船渡村          | 一部を除く   | 下船渡村               | 下船渡村                   | 下船渡村                     | 下船渡村                       | 下船渡村                            | 昭和30年1月1日 津南町               | 津南町                      | 津南町                       | 津南町                              | 津南町                      | 津南町   |
| 下船渡村          | 一部         | 下船渡村               | 倉俣村                     | 倉俣村                       | 倉俣村                         | 倉俣村                              | 昭和30年3月31日 中里村              | 中里村                      | 中里村                       | 中里村                              | 平成17年4月1日 十日町市     | 十日町市 |
| 倉俣村            | 倉俣村       | 倉俣村                 | 倉俣村                     | 倉俣村                       | 倉俣村                         | 倉俣村                              | 昭和30年3月31日 中里村              | 中里村                      | 中里村                       | 中里村                              | 平成17年4月1日 十日町市     | 十日町市 |
| 田沢村            | 田沢村       | 明治18年 田沢村        | 田沢村                     | 田沢村                       | 田沢村                         | 田沢村                              | 昭和30年3月31日 中里村              | 中里村                      | 中里村                       | 中里村                              | 平成17年4月1日 十日町市     | 十日町市 |
| 田沢新田          |              | 明治18年 田沢村        | 田沢村                     | 田沢村                       | 田沢村                         | 田沢村                              | 昭和30年3月31日 中里村              | 中里村                      | 中里村                       | 中里村                              | 平成17年4月1日 十日町市     | 十日町市 |
| 貝野村            | 一部         | 貝野村                 | 貝野村                     | 貝野村                       | 貝野村                         | 貝野村                              | 貝野村                              | 貝野村                      | 昭和31年9月30日 中里村に編入 | 中里村                              | 平成17年4月1日 十日町市     | 十日町市 |
| 貝野村            | 一部         | 貝野村                 | 貝野村                     | 貝野村                       | 貝野村                         | 貝野村                              | 貝野村                              | 貝野村                      | 昭和31年9月30日 水沢村に編入 | 昭和37年4月1日 十日町市に編入       | 平成17年4月1日 十日町市     | 十日町市 |
| 新保村            | 新保村       | 明治9年 新宮村         | 今泉村                     | 今泉村                       | 明治34年11月1日 水沢村         | 水沢村                              | 水沢村                              | 水沢村                      | 水沢村                       | 昭和37年4月1日 十日町市に編入       | 平成17年4月1日 十日町市     | 十日町市 |
| 宮下新田          |              | 明治9年 新宮村         | 今泉村                     | 今泉村                       | 明治34年11月1日 水沢村         | 水沢村                              | 水沢村                              | 水沢村                      | 水沢村                       | 昭和37年4月1日 十日町市に編入       | 平成17年4月1日 十日町市     | 十日町市 |
| 伊達村            | 伊達村       | 伊達村                 | 今泉村                     | 今泉村                       | 明治34年11月1日 水沢村         | 水沢村                              | 水沢村                              | 水沢村                      | 水沢村                       | 昭和37年4月1日 十日町市に編入       | 平成17年4月1日 十日町市     | 十日町市 |
| 大黒沢村          | 大黒沢村     | 大黒沢村               | 今泉村                     | 今泉村                       | 明治34年11月1日 水沢村         | 水沢村                              | 水沢村                              | 水沢村                      | 水沢村                       | 昭和37年4月1日 十日町市に編入       | 平成17年4月1日 十日町市     | 十日町市 |
| 小黒沢村          | 小黒沢村     | 小黒沢村               | 今泉村                     | 今泉村                       | 明治34年11月1日 水沢村         | 水沢村                              | 水沢村                              | 水沢村                      | 水沢村                       | 昭和37年4月1日 十日町市に編入       | 平成17年4月1日 十日町市     | 十日町市 |
| 馬場村            | 馬場村       | 馬場村                 | 馬場村                     | 馬場村                       | 明治34年11月1日 水沢村         | 水沢村                              | 水沢村                              | 水沢村                      | 水沢村                       | 昭和37年4月1日 十日町市に編入       | 平成17年4月1日 十日町市     | 十日町市 |
| 十日町村          | 十日町村     | 十日町村               | 十日町村                   | 明治30年9月24日 町制 十日町  | 十日町                         | 昭和29年3月31日 十日町市            | 昭和29年3月31日 十日町市            | 十日町市                    | 十日町市                     | 十日町市                            | 平成17年4月1日 十日町市     | 十日町市 |
| 原村              | 原村         | 原村                   | 十日町村                   | 明治30年9月24日 町制 十日町  | 十日町                         | 昭和29年3月31日 十日町市            | 昭和29年3月31日 十日町市            | 十日町市                    | 十日町市                     | 十日町市                            | 平成17年4月1日 十日町市     | 十日町市 |
| 中条村            | 中条村       | 中条村                 | 中条村                     | 中条村                       | 明治34年11月1日 中条村         | 昭和29年3月31日 十日町市            | 昭和29年3月31日 十日町市            | 十日町市                    | 十日町市                     | 十日町市                            | 平成17年4月1日 十日町市     | 十日町市 |
| 四日町村          | 四日町村     | 四日町村               | 大井田村                   | 大井田村                     | 明治34年11月1日 中条村         | 昭和29年3月31日 十日町市            | 昭和29年3月31日 十日町市            | 十日町市                    | 十日町市                     | 十日町市                            | 平成17年4月1日 十日町市     | 十日町市 |
| 四日町新田村      | 四日町新田村 | 四日町新田村           | 大井田村                   | 大井田村                     | 明治34年11月1日 中条村         | 昭和29年3月31日 十日町市            | 昭和29年3月31日 十日町市            | 十日町市                    | 十日町市                     | 十日町市                            | 平成17年4月1日 十日町市     | 十日町市 |
| 尾崎村            | 尾崎村       | 尾崎村                 | 大井田村                   | 大井田村                     | 明治34年11月1日 中条村         | 昭和29年3月31日 十日町市            | 昭和29年3月31日 十日町市            | 十日町市                    | 十日町市                     | 十日町市                            | 平成17年4月1日 十日町市     | 十日町市 |
| 新座村            | 新座村       | 新座村                 | 新座村                     | 新座村                       | 明治34年11月1日 中条村         | 昭和29年3月31日 十日町市            | 昭和29年3月31日 十日町市            | 十日町市                    | 十日町市                     | 十日町市                            | 平成17年4月1日 十日町市     | 十日町市 |
| 川治村            | 川治村       | 川治村                 | 川治村                     | 川治村                       | 明治34年11月1日 川治村         | 昭和29年3月31日 十日町市            | 昭和29年3月31日 十日町市            | 十日町市                    | 十日町市                     | 十日町市                            | 平成17年4月1日 十日町市     | 十日町市 |
| 北新田            | 北新田       | 北新田                 | 川治村                     | 川治村                       | 明治34年11月1日 川治村         | 昭和29年3月31日 十日町市            | 昭和29年3月31日 十日町市            | 十日町市                    | 十日町市                     | 十日町市                            | 平成17年4月1日 十日町市     | 十日町市 |
| 高山村            | 一部         | 高山村                 | 川治村                     | 川治村                       | 明治34年11月1日 川治村         | 昭和29年3月31日 十日町市            | 昭和29年3月31日 十日町市            | 十日町市                    | 十日町市                     | 十日町市                            | 平成17年4月1日 十日町市     | 十日町市 |
| 高山村            | 一部         | 高山村                 | 河内村                     | 河内村                       | 明治34年11月1日 川治村         | 昭和29年3月31日 十日町市            | 昭和29年3月31日 十日町市            | 十日町市                    | 十日町市                     | 十日町市                            | 平成17年4月1日 十日町市     | 十日町市 |
| 山本村            | 山本村       | 山本村                 | 河内村                     | 河内村                       | 明治34年11月1日 川治村         | 昭和29年3月31日 十日町市            | 昭和29年3月31日 十日町市            | 十日町市                    | 十日町市                     | 十日町市                            | 平成17年4月1日 十日町市     | 十日町市 |
| 八箇村            | 八箇村       | 八箇村                 | 河内村                     | 河内村                       | 明治34年11月1日 川治村         | 昭和29年3月31日 十日町市            | 昭和29年3月31日 十日町市            | 十日町市                    | 十日町市                     | 十日町市                            | 平成17年4月1日 十日町市     | 十日町市 |
| 六箇村            | 六箇村       | 六箇村                 | 六箇村                     | 六箇村                       | 六箇村                         | 昭和29年3月31日 十日町市            | 昭和29年3月31日 十日町市            | 十日町市                    | 十日町市                     | 十日町市                            | 平成17年4月1日 十日町市     | 十日町市 |
| 山谷村            | 山谷村       | 山谷村                 | 吉田村                     | 吉田村                       | 明治35年4月1日 吉田村          | 吉田村                              | 昭和29年12月1日 十日町市に編入      | 十日町市                    | 十日町市                     | 十日町市                            | 平成17年4月1日 十日町市     | 十日町市 |
| 稲葉村            | 稲葉村       | 稲葉村                 | 吉田村                     | 吉田村                       | 明治35年4月1日 吉田村          | 吉田村                              | 昭和29年12月1日 十日町市に編入      | 十日町市                    | 十日町市                     | 十日町市                            | 平成17年4月1日 十日町市     | 十日町市 |
| 小泉村            | 小泉村       | 小泉村                 | 吉田村                     | 吉田村                       | 明治35年4月1日 吉田村          | 吉田村                              | 昭和29年12月1日 十日町市に編入      | 十日町市                    | 十日町市                     | 十日町市                            | 平成17年4月1日 十日町市     | 十日町市 |
| 上新井村          | 一部         | 明治15年 分立 真田村   | 吉田村                     | 吉田村                       | 明治35年4月1日 吉田村          | 吉田村                              | 昭和29年12月1日 十日町市に編入      | 十日町市                    | 十日町市                     | 十日町市                            | 平成17年4月1日 十日町市     | 十日町市 |
| 上新井村          | 一部         | 明治15年 分立 真田村   | 真田村                     | 真田村                       | 明治35年4月1日 吉田村          | 吉田村                              | 昭和29年12月1日 十日町市に編入      | 十日町市                    | 十日町市                     | 十日町市                            | 平成17年4月1日 十日町市     | 十日町市 |
| 南鐙坂村          | 一部         | 南鐙坂村               | 真田村                     | 真田村                       | 明治35年4月1日 吉田村          | 吉田村                              | 昭和29年12月1日 十日町市に編入      | 十日町市                    | 十日町市                     | 十日町市                            | 平成17年4月1日 十日町市     | 十日町市 |
| 南鐙坂村          | 一部を除く   | 南鐙坂村               | 鎧島村                     | 鎧島村                       | 明治35年4月1日 吉田村          | 吉田村                              | 昭和29年12月1日 十日町市に編入      | 十日町市                    | 十日町市                     | 十日町市                            | 平成17年4月1日 十日町市     | 十日町市 |
| 北鐙坂村          | 北鐙坂村     | 北鐙坂村               | 鎧島村                     | 鎧島村                       | 明治35年4月1日 吉田村          | 吉田村                              | 昭和29年12月1日 十日町市に編入      | 十日町市                    | 十日町市                     | 十日町市                            | 平成17年4月1日 十日町市     | 十日町市 |
| 高島村            | 高島村       | 高島村                 | 鎧島村                     | 鎧島村                       | 明治35年4月1日 吉田村          | 吉田村                              | 昭和29年12月1日 十日町市に編入      | 十日町市                    | 十日町市                     | 十日町市                            | 平成17年4月1日 十日町市     | 十日町市 |
| 上新田村          | 上新田村     | 上新田村               | 三好村                     | 明治33年6月22日 下条村       | 明治34年11月1日 下条村         | 下条村                              | 昭和30年2月1日 十日町市に編入       | 十日町市                    | 十日町市                     | 十日町市                            | 平成17年4月1日 十日町市     | 十日町市 |
| 中新田村          | 中新田村     | 中新田村               | 三好村                     | 明治33年6月22日 下条村       | 明治34年11月1日 下条村         | 下条村                              | 昭和30年2月1日 十日町市に編入       | 十日町市                    | 十日町市                     | 十日町市                            | 平成17年4月1日 十日町市     | 十日町市 |
| 上組村            | 上組村       | 上組村                 | 三好村                     | 明治33年6月22日 下条村       | 明治34年11月1日 下条村         | 下条村                              | 昭和30年2月1日 十日町市に編入       | 十日町市                    | 十日町市                     | 十日町市                            | 平成17年4月1日 十日町市     | 十日町市 |
| 寺島新田          | 寺島新田     | 寺島新田               | 下組村                     | 明治33年6月22日 下条村       | 明治34年11月1日 下条村         | 下条村                              | 昭和30年2月1日 十日町市に編入       | 十日町市                    | 十日町市                     | 十日町市                            | 平成17年4月1日 十日町市     | 十日町市 |
| 村山新田          | 村山新田     | 村山新田               | 下組村                     | 明治33年6月22日 下条村       | 明治34年11月1日 下条村         | 下条村                              | 昭和30年2月1日 十日町市に編入       | 十日町市                    | 十日町市                     | 十日町市                            | 平成17年4月1日 十日町市     | 十日町市 |
| 下組村            | その他       | 下組村                 | 下組村                     | 明治33年6月22日 下条村       | 明治34年11月1日 下条村         | 下条村                              | 昭和30年2月1日 十日町市に編入       | 十日町市                    | 十日町市                     | 十日町市                            | 平成17年4月1日 十日町市     | 十日町市 |
| 下組村            | 一部         | 明治15年 分立 東下組村 | 東下組村                   | 東下組村                     | 明治34年11月1日 下条村         | 下条村                              | 昭和30年2月1日 十日町市に編入       | 十日町市                    | 十日町市                     | 十日町市                            | 平成17年4月1日 十日町市     | 十日町市 |
| 水口沢村          | 水口沢村     | 水口沢村               | 千手町村                   | 千手町村                     | 大正11年11月1日 千手村         | 昭和9年8月1日 千手町                | 昭和9年8月1日 千手町                | 千手町                      | 昭和31年9月1日 川西町        | 川西町                              | 平成17年4月1日 十日町市     | 十日町市 |
| 中屋敷村          | 中屋敷村     | 中屋敷村               | 千手町村                   | 千手町村                     | 大正11年11月1日 千手村         | 昭和9年8月1日 千手町                | 昭和9年8月1日 千手町                | 千手町                      | 昭和31年9月1日 川西町        | 川西町                              | 平成17年4月1日 十日町市     | 十日町市 |
| 東善寺村          | 東善寺村     | 東善寺村               | 千手町村                   | 千手町村                     | 大正11年11月1日 千手村         | 昭和9年8月1日 千手町                | 昭和9年8月1日 千手町                | 千手町                      | 昭和31年9月1日 川西町        | 川西町                              | 平成17年4月1日 十日町市     | 十日町市 |
| 上新井村          | その他       | 上新井村               | 千手町村                   | 千手町村                     | 大正11年11月1日 千手村         | 昭和9年8月1日 千手町                | 昭和9年8月1日 千手町                | 千手町                      | 昭和31年9月1日 川西町        | 川西町                              | 平成17年4月1日 十日町市     | 十日町市 |
| 山野田村          | 山野田村     | 山野田村               | 千手町村                   | 千手町村                     | 大正11年11月1日 千手村         | 昭和9年8月1日 千手町                | 昭和9年8月1日 千手町                | 千手町                      | 昭和31年9月1日 川西町        | 川西町                              | 平成17年4月1日 十日町市     | 十日町市 |
| 沖立村            | 沖立村       | 沖立村                 | 千手町村                   | 千手町村                     | 大正11年11月1日 千手村         | 昭和9年8月1日 千手町                | 昭和9年8月1日 千手町                | 千手町                      | 昭和31年9月1日 川西町        | 川西町                              | 平成17年4月1日 十日町市     | 十日町市 |
| 鶴吉村            | 鶴吉村       | 鶴吉村                 | 中野村                     | 中野村                       | 大正11年11月1日 千手村         | 昭和9年8月1日 千手町                | 昭和9年8月1日 千手町                | 千手町                      | 昭和31年9月1日 川西町        | 川西町                              | 平成17年4月1日 十日町市     | 十日町市 |
| 霜条村            | 霜条村       | 霜条村                 | 中野村                     | 中野村                       | 大正11年11月1日 千手村         | 昭和9年8月1日 千手町                | 昭和9年8月1日 千手町                | 千手町                      | 昭和31年9月1日 川西町        | 川西町                              | 平成17年4月1日 十日町市     | 十日町市 |
| 坪山村            | 坪山村       | 坪山村                 | 中野村                     | 中野村                       | 大正11年11月1日 千手村         | 昭和9年8月1日 千手町                | 昭和9年8月1日 千手町                | 千手町                      | 昭和31年9月1日 川西町        | 川西町                              | 平成17年4月1日 十日町市     | 十日町市 |
| 高原田村          | 高原田村     | 高原田村               | 中野村                     | 中野村                       | 大正11年11月1日 千手村         | 昭和9年8月1日 千手町                | 昭和9年8月1日 千手町                | 千手町                      | 昭和31年9月1日 川西町        | 川西町                              | 平成17年4月1日 十日町市     | 十日町市 |
| 伊勢平氏村        | 伊勢平氏村   | 伊勢平氏村             | 中野村                     | 中野村                       | 大正11年11月1日 千手村         | 昭和9年8月1日 千手町                | 昭和9年8月1日 千手町                | 千手町                      | 昭和31年9月1日 川西町        | 川西町                              | 平成17年4月1日 十日町市     | 十日町市 |
| 友重村            | 友重村       | 友重村                 | 中野村                     | 中野村                       | 大正11年11月1日 千手村         | 昭和9年8月1日 千手町                | 昭和9年8月1日 千手町                | 千手町                      | 昭和31年9月1日 川西町        | 川西町                              | 平成17年4月1日 十日町市     | 十日町市 |
| 弘道新田          | 弘道新田     | 弘道新田               | 中野村                     | 中野村                       | 大正11年11月1日 千手村         | 昭和9年8月1日 千手町                | 昭和9年8月1日 千手町                | 千手町                      | 昭和31年9月1日 川西町        | 川西町                              | 平成17年4月1日 十日町市     | 十日町市 |
| 宗正村            | 宗正村       | 宗正村                 | 中野村                     | 中野村                       | 大正11年11月1日 千手村         | 昭和9年8月1日 千手町                | 昭和9年8月1日 千手町                | 千手町                      | 昭和31年9月1日 川西町        | 川西町                              | 平成17年4月1日 十日町市     | 十日町市 |
| 仁田村            | 仁田村       | 仁田村                 | 橘村                       | 橘村                         | 橘村                           | 橘村                                | 橘村                                | 橘村                        | 昭和31年9月1日 川西町        | 川西町                              | 平成17年4月1日 十日町市     | 十日町市 |
| 野口村            | 野口村       | 野口村                 | 橘村                       | 橘村                         | 橘村                           | 橘村                                | 橘村                                | 橘村                        | 昭和31年9月1日 川西町        | 川西町                              | 平成17年4月1日 十日町市     | 十日町市 |
| 寺ヶ崎村          | 寺ヶ崎村     | 寺ヶ崎村               | 橘村                       | 橘村                         | 橘村                           | 橘村                                | 橘村                                | 橘村                        | 昭和31年9月1日 川西町        | 川西町                              | 平成17年4月1日 十日町市     | 十日町市 |
| 上村新田          | 上村新田     | 上村新田               | 橘村                       | 橘村                         | 橘村                           | 橘村                                | 橘村                                | 橘村                        | 昭和31年9月1日 川西町        | 川西町                              | 平成17年4月1日 十日町市     | 十日町市 |
| 木落村            | 木落村       | 木落村                 | 橘村                       | 橘村                         | 橘村                           | 橘村                                | 橘村                                | 橘村                        | 昭和31年9月1日 川西町        | 川西町                              | 平成17年4月1日 十日町市     | 十日町市 |
| 長井新田          | 長井新田     | 長井新田               | 橘村                       | 橘村                         | 橘村                           | 橘村                                | 橘村                                | 橘村                        | 昭和31年9月1日 川西町        | 川西町                              | 平成17年4月1日 十日町市     | 十日町市 |
| 上野村            | 上野村       | 上野村                 | 上野村                     | 上野村                       | 上野村                         | 上野村                              | 上野村                              | 明治16年 上野村             | 昭和31年9月1日 川西町        | 川西町                              | 平成17年4月1日 十日町市     | 十日町市 |
| 祖師村            |              | 上野村                 | 上野村                     | 上野村                       | 上野村                         | 上野村                              | 上野村                              | 明治16年 上野村             | 昭和31年9月1日 川西町        | 川西町                              | 平成17年4月1日 十日町市     | 十日町市 |
| 新町新田          | 新町新田     | 新町新田               | 上野村                     | 上野村                       | 上野村                         | 上野村                              | 上野村                              | 明治16年 上野村             | 昭和31年9月1日 川西町        | 川西町                              | 平成17年4月1日 十日町市     | 十日町市 |
| 下平新田          | 下平新田     | 下平新田               | 上野村                     | 上野村                       | 上野村                         | 上野村                              | 上野村                              | 明治16年 上野村             | 昭和31年9月1日 川西町        | 川西町                              | 平成17年4月1日 十日町市     | 十日町市 |
| 星名新田          | 星名新田     | 星名新田               | 上野村                     | 上野村                       | 上野村                         | 上野村                              | 上野村                              | 明治16年 上野村             | 昭和31年9月1日 川西町        | 川西町                              | 平成17年4月1日 十日町市     | 十日町市 |
| 三領村            | 三領村       | 三領村                 | 上野村                     | 上野村                       | 上野村                         | 上野村                              | 上野村                              | 明治16年 上野村             | 昭和31年9月1日 川西町        | 川西町                              | 平成17年4月1日 十日町市     | 十日町市 |
| 小根岸村          | 小根岸村     | 小根岸村               | 上野村                     | 上野村                       | 上野村                         | 上野村                              | 上野村                              | 明治16年 上野村             | 昭和31年9月1日 川西町        | 川西町                              | 平成17年4月1日 十日町市     | 十日町市 |
| 東頸城郡 苧島村   | 一部         | 東頸城郡苧島村         | 東頸城郡 伊沢村            | 東頸城郡伊沢村               | 明治34年11月1日 東頸城郡松代村 | 昭和29年3月31日 東頸城郡松代村      | 昭和29年10月1日 町制 東頸城郡松代町 | 昭和31年4月1日 仙田村に編入 | 昭和31年9月1日 川西町        | 川西町                              | 平成17年4月1日 十日町市     | 十日町市 |
| 東頸城郡 片桐山村 | 一部         | 東頸城郡片桐山村       | 東頸城郡 伊沢村            | 東頸城郡伊沢村               | 明治34年11月1日 東頸城郡松代村 | 昭和29年3月31日 東頸城郡松代村      | 昭和29年10月1日 町制 東頸城郡松代町 | 昭和31年4月1日 仙田村に編入 | 昭和31年9月1日 川西町        | 川西町                              | 平成17年4月1日 十日町市     | 十日町市 |
| 東頸城郡 滝沢村   | 一部         | 東頸城郡滝沢村         | 東頸城郡 伊沢村            | 東頸城郡伊沢村               | 明治34年11月1日 東頸城郡松代村 | 昭和29年3月31日 東頸城郡松代村      | 昭和29年10月1日 町制 東頸城郡松代町 | 昭和31年4月1日 仙田村に編入 | 昭和31年9月1日 川西町        | 川西町                              | 平成17年4月1日 十日町市     | 十日町市 |
| 仙田村            |              | 仙田村                 | 仙田村                     | 仙田村                       | 仙田村                         | 仙田村                              | 仙田村                              | 仙田村                      | 昭和31年9月1日 川西町        | 川西町                              | 平成17年4月1日 十日町市     | 十日町市 |
| 仙田村            | 大貝         | 仙田村                 | 仙田村                     | 仙田村                       | 仙田村                         | 仙田村                              | 仙田村                              | 仙田村                      | 昭和31年9月1日 川西町        | 昭和42年4月1日 東頸城郡松代町に編入 | 平成17年4月1日 十日町市     | 十日町市 |
| 仙田村            | 桐山         | 仙田村                 | 仙田村                     | 仙田村                       | 仙田村                         | 昭和27年7月1日 刈羽郡上小国村に編入 | 刈羽郡上小国村                      | 刈羽郡上小国村              | 昭和31年9月30日 刈羽郡小国町 | 刈羽郡小国町                        | 平成17年4月1日 長岡市に編入 | 長岡市   |
| 岩沢村            | 岩沢村       | 岩沢村                 | 岩沢村                     | 岩沢村                       | 岩沢村                         | 岩沢村                              | 昭和30年1月1日 小千谷市に編入       | 小千谷市                    | 小千谷市                     | 小千谷市                            | 小千谷市                    | 小千谷市 |
| 豊久新田          | 豊久新田     | 豊久新田               | 岩沢村                     | 岩沢村                       | 岩沢村                         | 岩沢村                              | 昭和30年1月1日 小千谷市に編入       | 小千谷市                    | 小千谷市                     | 小千谷市                            | 小千谷市                    | 小千谷市 |
| 真人村            | 真人村       | 真人村                 | 真人村                     | 真人村                       | 真人村                         | 真人村                              | 昭和30年1月1日 小千谷市に編入       | 小千谷市                    | 小千谷市                     | 小千谷市                            | 小千谷市                    | 小千谷市 |

## 行政
歴代郡長
| 代 | 氏名 | 就任年月日               | 退任年月日                | 備考                   |
| -- | ---- | ------------------------ | ------------------------- | ---------------------- |
| 1  |      | 明治12年（1879年）4月9日 |                           |                        |
|    |      |                          | 大正15年（1926年）6月30日 | 郡役所廃止により、廃官 |